# PV–1

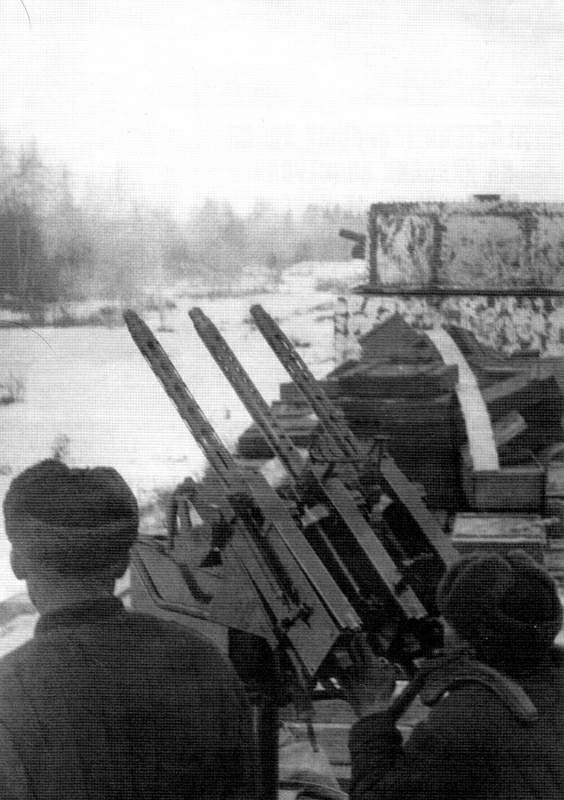
Párhuzamosan szerelt három PV–1 géppuska, melyet egy szovjet páncélvonat légvédelmére alkalmaztak a második világháborúban

A PV–1 (ПВ – Пулемёт Воздушный [Pulemjot Vozdusnij]; magyarul: repülőgép-fedélzeti géppuska) az M1910 Maxim-géppuska repülőgép-fedélzeti változata, amelyet az 1920-as évek közepén fejlesztettek ki Szovjetunióban. 7,62×54 mm-es peremes lőszert tüzelt.

## Története
A Maxim-géppuskák repülőgépen való alkalmazására már az első világháború alatt is történtek próbálkozások, de nagy tömege miatt a repülőgépeken nem vált be a fegyver. Mivel megbízható, jól bevált konstrukció volt, ezért az 1920-as években több országban is elkezdték egy légi változat kialakítását. Angliában a Vickers készítette el ez alapján az 1924 mintájú géppuskát.
A Szovjetunióban 1923-ban a Moszkvai Repülőgépgyár mérnöke, a később a Tupoljev Kísérleti Tervezőirodában dolgozó Alekszandr Nadaskevics kezdett el egy, az 1910-es mintájú Maxim-géppuskán alapuló repülőgép-fedélzeti géppuska kifejlesztésével foglalkozni. A tervezőmunka kezdetben a moszkvai Aviarabotnyik üzemben folyt, majd bekapcsolódtak a munkába a Tulai Fegyvergyár (TOZ) munkatársa is, mint például Pavel Tretyakov, Ivan Pasztuhov és Szergej Jarcev .
A Maxim-géppuska repülőgépen történő alkalmazásának legfontosabb kritériuma a jelentős tömegcsökkentés volt. Ennek érdekében a csövet körülvevő vízhűtőt megszüntették, és csökkentették a csőhosszt. A vízhűtés helyett léghűtést alkalmaztak, a csövet a hűtőfelületet növelő perforált lemez vette körül. A Maxim-géppuska működtető mechanizmusát alapvetően nem változtatták meg, így a PV–1 is rövid csőhátrasiklásos automata fegyver volt. A zárszerkezet kismértékű módosításával, kiegészítő rugó beépítésével, valamint a lőszeradagoló mechanizmus átalakításával a tűzgyorsaságot 600-ról 750 lövés/perc értékre növelték. A jobb oldali adagolású géppuska lőszerjavadalmazását 200 db-os fém heveder tárolta.
A fegyverrel a lőtéri próbák 1926. május 19-én kezdődtek, majd novemberben a Vörös Hadsereghez került a fegyver csapatpróbára. A rendszeresítés előtt még összehasonlító teszteket végeztek a PV–1-gyel és a szintén a Maxim-géppuskán alapuló 1924. mintájú Vickers géppuskával. A PV–1-t a lőtéri próbákat követően, a kedvező eredmények alapján a Szovjetunió Forradalmi Katonai Tanácsa határozata nyomán 1928-ban rendszeresítették a Vörös Hadseregben.
A fegyver sorozatgyártása azonban már 1927-ben elkezdődött a Tulai Gépgyárban (Tulamaszavod). 1929-re a Vörös Hadseregnek 2480 db PV–1-t adtak át, 1938-ra a gyártási darabszám elérte a 3867 db-t. A fegyver sorozatgyártását 1940-ben fejezték be. 1931-től a rövidített cső helyett visszatértek az 1910-es mintájú Maxim-géppuska eredeti hosszúságú csövéhez.

## Alkalmazása
Az egyes repülőgépekhez a beépítés módjának megfelelően a géppuska többféle változatát alakították ki. Gyártották az állványzatra forgathatóan felszerelt, a szárnyak alá rögzíthető, a motorral szinkronizált és légcsavaron keresztül tüzelő, a párosított, valamint a bal oldali lőszeradagolású változatát.
A PV–1 géppuskát Polikarpov I–3, I–5 és I–15 vadászrepülőgépén, R–5 felderítő és könnyű bombázó repülőgépén és annak változatain, a Grigorovics I–Z, valamint a Tupoljev I–4 (ANT–5) vadászrepülőgépeken alkalmazták. A később szovjet harci repülőgépeken a SKASZ géppuska váltotta fel.
Az első I–5 vadászrepülőgépeken 2 db, a törzs oldalába beépített, szinkronizált PV–1 géppuska volt, összesen 1200 db-os lőszerjavadalmazással. A későbbi gépekre még további kettő géppuskát szereltek, összesen 4000 db lőszerrel.
Az R–5-ön egy, a motor fölött beépített, légcsavarkörön keresztül tüzelő, valamint további egy darab, a légi lövész számára a második pilótafülke mögött, a törzs felső részén mozgathatóan beépített PV–1 géppuska volt. Az R–5 egyes speciális változataiba további géppuskákat építettek be. Az R–5S, valamint az LS, TS–1 és TS–2 csatarepülőgép-változatokra az alsó szárnyak alatt mereven további géppuskákat rögzítettek.
Az I–4-hez a vadászrepülőgép konstrukciójából adódóan a PV–1 bal oldali lőszeradagolású változatát kellett kialakítani.

## Műszaki adatok
- Űrméret: 7,62 mm
- Lőszer: 7,62×54 mm R
- Csövek száma: 1 db
- Működési elv: rövid csőhátrasiklás
- Tömeg: 14,5 kg
- Hossz: 1067 mm
- Csőhossz: 721 mm
- Lövedék tömege: 9,6 gr
- Csőtorkolati sebesség: 865 m/s (1908 M tölténnyel), 800 m/s (1930 M tölténnyel)
- Elméleti tűzgyorsaság: 750 lövés/perc

## Külső hivatkozások
- A géppuskát egykor gyártó Tulamaszavod honlapja (oroszul és angolul)